# Vilar (Boticas)
Vilar é uma povoação portuguesa do Município de Boticas que foi sede da extinta Freguesia de Vilar, freguesia que tinha 12,08 km² de área e 194 habitantes (2011), e, por isso, uma densidade populacional de 16,1 hab./km².
A Freguesia de Vilar foi extinta em 2013, no âmbito de uma reforma administrativa nacional, tendo sido agregada à Freguesia de São Salvador de Viveiro, para formar uma nova freguesia denominada Vilar e Viveiro com a sede em Viveiro.
Até pelo menos aos Censos de 1930 chamava-se Vilar de Porro, surgindo nos Censos seguintes (1940) com a nova designação abreviada.

## População
| Número de habitantes | Número de habitantes | Número de habitantes | Número de habitantes | Número de habitantes | Número de habitantes | Número de habitantes | Número de habitantes | Número de habitantes | Número de habitantes | Número de habitantes | Número de habitantes | Número de habitantes | Número de habitantes | Número de habitantes |
| -------------------- | -------------------- | -------------------- | -------------------- | -------------------- | -------------------- | -------------------- | -------------------- | -------------------- | -------------------- | -------------------- | -------------------- | -------------------- | -------------------- | -------------------- |
| 1864                 | 1878                 | 1890                 | 1900                 | 1911                 | 1920                 | 1930                 | 1940                 | 1950                 | 1960                 | 1970                 | 1981                 | 1991                 | 2001                 | 2011                 |
| 418                  | 486                  | 457                  | 519                  | 536                  | 494                  | 544                  | 513                  | 581                  | 606                  | 340                  | 359                  | 299                  | 238                  | 194                  |

(Obs.: Número de habitantes "residentes", ou seja, que tinham a residência oficial neste concelho à data em que os censos  se realizaram.)
| Distribuição da População por Grupos Etários em 2001 e 2011 | Distribuição da População por Grupos Etários em 2001 e 2011 | Distribuição da População por Grupos Etários em 2001 e 2011 | Distribuição da População por Grupos Etários em 2001 e 2011 | Distribuição da População por Grupos Etários em 2001 e 2011 | Distribuição da População por Grupos Etários em 2001 e 2011 | Distribuição da População por Grupos Etários em 2001 e 2011 | Distribuição da População por Grupos Etários em 2001 e 2011 | Distribuição da População por Grupos Etários em 2001 e 2011 | Distribuição da População por Grupos Etários em 2001 e 2011 |
| ----------------------------------------------------------- | ----------------------------------------------------------- | ----------------------------------------------------------- | ----------------------------------------------------------- | ----------------------------------------------------------- | ----------------------------------------------------------- | ----------------------------------------------------------- | ----------------------------------------------------------- | ----------------------------------------------------------- | ----------------------------------------------------------- |
| Idade                                                       | 0-14                                                        | 15-24                                                       | 25-64                                                       | > 65                                                        |                                                             | 0-14                                                        | 15-24                                                       | 25-64                                                       | > 65                                                        |
| 2001                                                        | 29                                                          | 27                                                          | 107                                                         | 75                                                          |                                                             | 12,2%                                                       | 11,3%                                                       | 45,0%                                                       | 31,5%                                                       |
| 2011                                                        | 12                                                          | 15                                                          | 102                                                         | 65                                                          |                                                             | 6,2%                                                        | 7,7%                                                        | 52,6%                                                       | 33,5%                                                       |

## Património
- Capela de São Mateus, em Carvalho;
- Igreja Paroquial de Vilar;
- Capela do Senhor dos Milagres.